# 哈顿 (北达科他州)
哈顿（英語：Hatton），是美国北达科他州下属的一座城市。根据2010年美国人口普查，该市有人口777人。2011年估计该市有人口779人，相对于2010年，增长率为0.26%。